# Baccharis venulosoides
Baccharis venulosoides là một loài thực vật có hoa trong họ Cúc. Loài này được Malag. mô tả khoa học đầu tiên.